# Hospital San Juan de Dios (Sevilla)
El Hospital San Juan de Dios es un centro sanitario de la ciudad española de Sevilla (Andalucía, España). Está situado muy cerca del centro de la misma, en la avenida de Eduardo Dato. Inaugurado el 11 de julio de 1943,
 por los Hermanos de la Orden, Gregorio Gutiérrez Serrano y Esteban Hoyos Galarza, Superior Provincial y Superior del Centro, respectivamente. Se fundó para curar a niños que padecían tuberculosis, así como también para los que tenían poliomielitis (enfermedad actualmente erradicada), casi siempre de familias sin recursos de toda España.
Posteriormente empezó a atender a pequeños con lesiones cerebrales, medulares y a dar cuidados paliativos, ampliando de esta manera su actividad general.
Su denominación rinde homenaje al santo portugués Juan de Dios, fundador de la Orden Hospitalaria de San Juan de Dios, enfermero y patrono de los hospitales, enfermos, enfermeros, bomberos, alcohólicos y vendedores de libros.

## Historia
Fue diseñado por el arquitecto regionalista Aurelio Gómez Millán.
Para su construcción se utilizaron los terrenos de una antigua vaquería, ubicada en mitad del campo, iniciando sus labores en un chalé conocido como Villa Amalia, estando flanqueado únicamente por su lado derecho por la Gran Plaza y el barrio de Ciudad Jardín, formando parte del barrio de Nervión.
Desde 1950 se ampliaron sus instalaciones y empezó a conocerse como «sanatorio de Jesús del Gran Poder», al que acudían enfermos sin recursos, de muchos puntos de España. También atendía a los trabajadores por cuenta ajena que tuvieran el conocido como Seguro Obrero Español, así como los afiliados al Instituto Social de la Marina y al Instituto Social Agrario.
En principio el hospital no cobraba ni a pacientes ni a acogidos, obteniendo sus recursos de manera solidaria, con donativos de los ciudadanos sevillanos, algún espectáculo a nivel nacional (inauguración del Teatro Monumental donde actuaron famosos artistas de su tiempo) y realizando actividades como la rondalla de niñas y niños
 que creó, así como obras de baile y teatro que representaban, con los que publicaron discos y así conseguir fondos.
Tanto a los niños como a las niñas que curaban se les enseñaba un oficio de manera altruista para un futuro mejor.
Una vez erradicada la poliomielitis, el hospital comenzó a concertar operaciones quirúrgicas para aligerar las listas de espera, modernizándose de esta manera y alcanzando la condición de concertado en el año 1986, obteniendo el actual nombre de Hospital de San Juan de Dios. El año siguiente introdujo la medicina paliativa, siendo pionero como lo fue con la poliomielitis, y de la misma manera, iniciaron la labor de recogida de integración de niños con discapacidad en clases de formación, conviviendo asimismo niños con distintas discapacidades como niños sin ninguna discapacidad en los múltiples oficios sobre los que dan clases.
A mediados de 2017 se iniciaron obras de ampliación por un plazo de dos años y medio, que añadían a las instalaciones un edificio de siete plantas, para ciento treinta habitaciones y cuarenta consultas nuevas. Como en sus principales instalaciones las habitaciones poseen terrazas con la idea de tener más esparcimiento y como en sus principales intereses, que los niños puedan tomar el sol (antes porque era satisfactorio para la poliomielitis).
Una vez finalizadas las obras del nuevo edificio, el actual hospital realizará labores de gestiones administrativas, enseñanza, hospedería y la Curia General.

## Características
Se trata de un hospital privado y concertado de 7000 m² (en ampliación desde 2017).

## Servicios
Los servicios médicos-quirúrgicos que ofrece el hospital son los siguientes:
1. Medicina Interna
2. Pediatría y Áreas Específicas
3. Unidad de Cuidados Paliativos
4. Unidad Lesionados Medulares (temporalmente en Hospital San Juan de Dios del Aljarafe)
5. Traumatología
6. Cirugía General y de Aparato Digestivo
7. Oftalmología
8. Otorrinolaringología
9. Urología
10. Anestesia y Reanimación

Los servicios diagnósticos los siguientes:
1. Laboratorio
2. Radiología
3. Ecocardiografía
4. Endoscopia digestiva
5. Electrocardiograma

Teniendo consultas externas de:
1. Traumatología
2. Cirugía General y de Aparato Digestivo
3. Oftalmología
4. Otorrinolaringología
5. Urología
6. Cardiología
7. Digestivo
8. Centro de Atención Infantil Temprana
9. Unidad de Respiro Familiar

Servicios sociales:
1. Comedor social San Juan de Dios

Aparte de los servicios sanitarios, el edificio posee una capilla.